# 八分字村
八分字村（はふじむら）は、熊本県の北部に位置していた村。

## 地理
- 河川：白川

## 歴史
- 1874年 - 東正保村、西正保村、南正保村、拾三村が合併し八分字村が成立。
- 1889年4月1日 - 八分字村、今村、砂原村、孫代村、土河原村が合併して発足。
- 1955年4月1日 - 藤富村、浜田村、並建村、白石村、畠口村と新設合併し、飽田村が発足。

## 学校
- 八分字村立八分字小学校
- 飽託郡八分字村・藤富村・並建村飽託中央中学校組合立飽託中央中学校